# Китаївський провулок
Кита́ївський прову́лок — зниклий провулок, що існував у Московському, нині Голосіївському районі міста Києва, місцевість Китаїв. Пролягав від Китаївської вулиці до кінця забудови. 

## Історія
Виник у 2-й половині XIX століття, назву отримав 1955 року, від місцевості Китаїв, через яку проходив.
Ліквідований у 1-й половині 1980-х років у зв'язку з частковою зміною забудови навколишньої місцевості.